# Gable

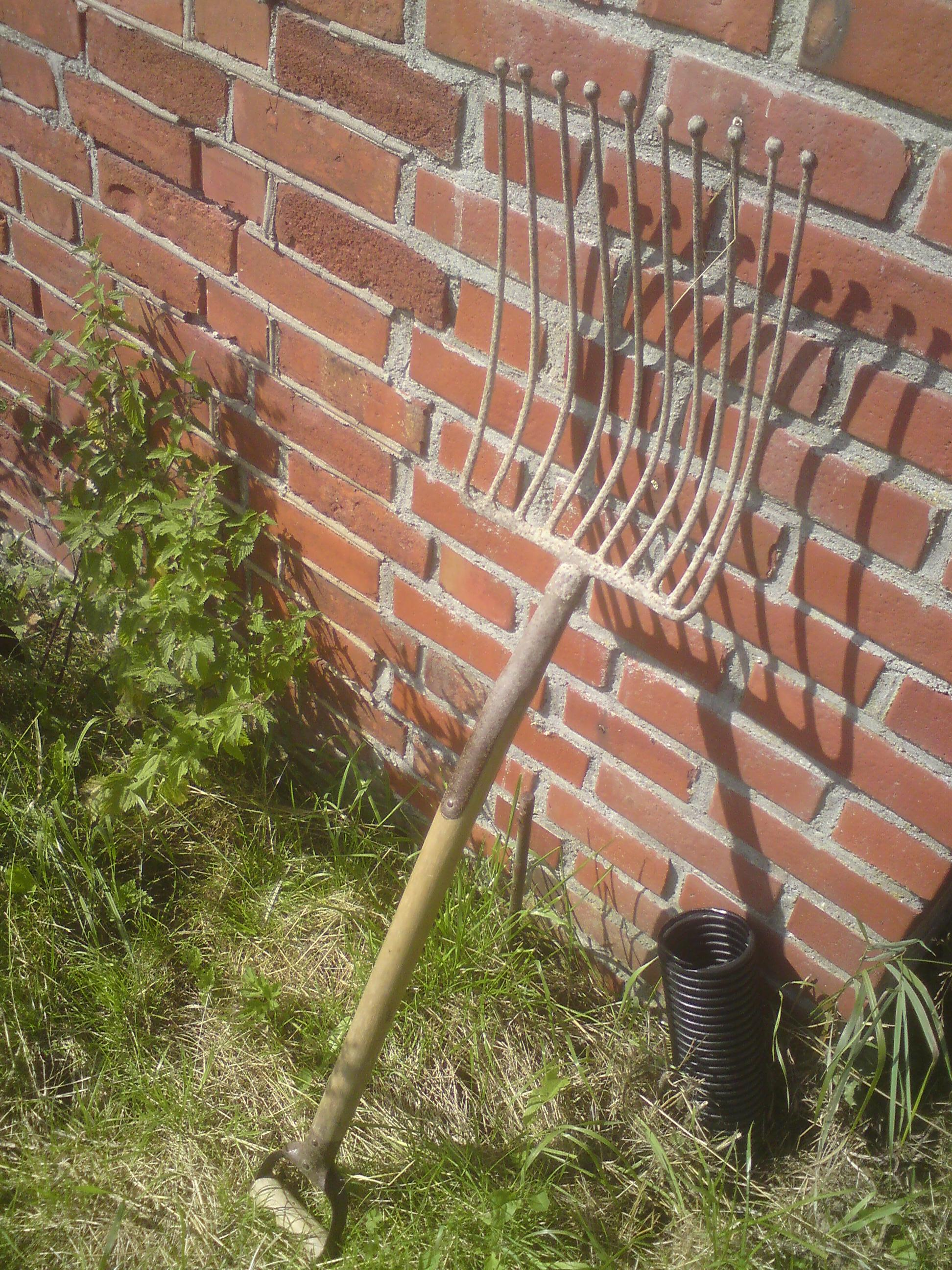
Gable do ziemniaków

Gable (niem. Gabel – widelec) – rolnicze szerokie widły z długimi zębami zakończonymi kulkami, przeznaczone do przerzucania roślin okopowych. Zęby gabli uformowane są tak, że tworzą formę dużej łopaty. Gable do ziemniaków mają zęby rozmieszczone gęsto, a do buraków – rzadziej.
Gable ze względu na lekką konstrukcję oraz gęsto ułożone zęby mogą być również używane do sprawnego przerzucania węgla.

Istnieją dwa rodzaje gable, z zaokrąglonymi końcówkami używane do miękkich materiałów, takich jak ziemniaki. Drugi rodzaj ma spłaszczone, nieco ostrzejsze końcówki, używane są do przerzucania twardszych materiałów, takich jak tłuczeń.